# Эллиотт, Грейс
Гре́йс Далри́мпл Э́ллиотт (англ. Grace Dalrymple Elliott; 1754, Эдинбург — 16 мая 1823) — британская куртизанка, любовница принца Уэльского Георга Августа Фредерика, будущего короля Георга IV. Автор воспоминаний о событиях Великой французской революции, свидетелем которых она была.

## Биография
Грейс была младшей дочерью в семье адвоката Хью Далримпла и его супруги Гриссел Браун. После развода родителей Грейс жила в доме бабушки и дедушки со стороны матери. Она получила образование во французском монастыре, откуда затем её забрал отец, чтобы вернуть дочь в светское общество.
В возрасте 17 лет вышла замуж за сэра Джона Элиота, известного шотландского врача, ставшего в 1776 году баронетом. Спустя три года, в 1774 году супруги развелись из-за того, что Грейс влюбилась в Артура Энсли, виконта Валентию и сбежала с ним.
В 1782 году у неё родилась внебрачная дочь Джорджина Сеймур (1782-1813), которая считается дочерью принца Уэльского Георга Августа Фредерика или Джорджа Чамли, которые в то время, как упоминается, были её любовниками. 
В 1784 году Грейс уехала во Францию и поселилась в Париже, где стала любовницей герцога Орлеанского, который подарил ей поместье. Была автором воспоминаний о Великой французской революции, которые известны под названием, как «Журнал моей жизни во время Французской революции». В периода террора она была арестована, но после падения якобинской диктатуры, она была освобождена и осталась жить во Франции.
Скончалась 16 мая 1823 года в Виль-д’Авре, была похоронена на парижском кладбище Пер-Лашез.